# ナガミノツルケマン
ナガミノツルケマン（長実の蔓華鬘、学名：Corydalis raddeana ）はキケマン属の一年草または二年草。別名、ナガミノツルキケマン（長実の蔓黄華鬘）。

## 特徴
地下に根茎はない。茎は直立せず、四方八方にはってよく分枝して、他の草に寄りかかって広がり、先の枝や花序は斜めに立つ。全草に毛がなく、やわらかく、茎の稜が目立ち、長さは1-2mになる。葉は互生し、葉柄をもち、3角形から卵形になり、2-3回3出複葉になる。小葉は多くは3深裂する。
花期は8-10月。葉腋から総状花序をだし、花をやや密につける。花に小花柄と苞がある。花は4個の花弁で構成されており、色は濃黄色で、一方が2唇状に開き、その反対側が長い距となり、その先端は細くなり、すこし湾曲する。距は同属他種のものと比べ長い。小花柄の基部に小型の苞があり、幅2-5mmの卵形または披針形になる。雄蕊は6個あり、3個が2組になる2体雄蕊となる。

果実は細い蒴果で、長さ約1.5cm、幅2-2.5mmになる線状倒披針形で、種子が数個入り、1列に並ぶ。果実は完熟すると瞬間的にはじけ、種子を飛ばす。

## 分布と生育環境
日本では、北海道、本州、九州に分布し、山地に生育する。世界では、朝鮮半島、中国東北部、シベリア東部に分布する。

## シノニム
- Corydalis ochotensis Turcz. f. raddeana (Regel) Nakai
- Corydalis ochotensis Turcz. var. pedunculata Nakai
- Corydalis ochotensis Turcz. var. raddeana (Regel) Nakai

## 保全状況評価
準絶滅危惧（NT）（環境省レッドリスト）

## ギャラリー
- 葉は2-3回3出複葉になり、小葉はしばしば3深裂する。
- 花は濃黄色でやや密につく。
- 和名のとおり、果実は細長い。
- 茎に稜がある。

## 類似の種
同属で似た種に、ツルケマン（蔓華鬘、学名：Corydalis ochotensis）、別名、ツルキケマン（蔓黄華鬘）がある。ツルケマンは、ナガミノツルケマンと比べると、花はまばらにつき、色は淡い黄色で、果実が扁平で、果実内の種子が2列に並ぶ。ツルケマンよりナガミノツルケマンの方が普通に見られる。また、日本に分布する種で、秋に咲くものには先の2種のほか、北海道に分布するチドリケマン（学名：Corydalis kushiroensis）がある。